# TVR Grantura
Der TVR Grantura ist ein zweisitziger britischer Sportwagen, der von 1958 bis 1967 nacheinander von mehreren Unternehmen in der nordenglischen Hafenstadt Blackpool gefertigt und jeweils unter der Marke TVR angeboten wurde. Üblicherweise werden vier oder fünf Serien unterschieden, von denen einige weiter untergliedert werden. Übereinstimmendes Konstruktionsmerkmal aller Serien war ein Gitterrahmen und eine Kunststoffkarosserie. Die Granturas waren wahlweise als Komplettfahrzeuge oder als Bausatz erhältlich und konnten mit Motoren verschiedener britischer Hersteller ausgestattet werden. Für den nordamerikanischen Markt entstanden von 1963 bis 1966 außerdem einige Versionen mit Achtzylindermotoren von Ford USA, die als Griffith 200 und Griffith 400 verkauft wurden. Der TVR Grantura war der erste in größerer Serie gefertigte Sportwagen der Marke TVR und prägte deren Bild bis in die 1970er-Jahre hinein.

## Entstehungsgeschichte
Trevor Wilkinson führte seit 1946 in Blackpool das nach ihm benannte Unternehmen TVR Engineering. In den 1950er-Jahren hatte TVR einige offene Sportwagen gebaut, die Einzelstücke blieben. Ab 1955 entstanden auf Initiative des US-amerikanischen Autohändlers Ray Saidel der TVR Open Sports und das TVR Coupé mit Stufenheck in Kleinserie. Eine davon abgeleitete Schrägheckversion verkaufte Saidel 1958 in den USA unter der Bezeichnung als Jomar. Vom Jomar entstanden nur etwa 10 Exemplare. Nach dem Ende der Verbindung zu Saidel war TVR Engineering zahlungsunfähig und wurde Ende 1958 liquidiert. Wilkinson gründete daraufhin Layton Sports Cars, dessen Name sich auf Blackpools Stadtteil Layton bezog, in dem das TVR-Werk lag. Layton Sports Cars wurde 1961 in TVR Cars umbenannt. Diese Unternehmen fertigten ab 1959 eine überarbeitete Version des Jomar für den britischen Markt. Sie erhielt die Bezeichnung Grantura, eine lautmalerische Abwandlung des Begriffs Grand Tourer. Nach der Insolvenz von Layton/TVR Cars Ende 1962 übernahm Grantura Engineering die Fertigung des Sportwagens, die 1965 ebenfalls insolvenzbedingt zum Erliegen kam. Das von Martin Lilley neu gegründete Unternehmen TVR Engineering nahm Anfang 1966 die Fertigung des Grantura wieder auf und setzte sie bis 1967 fort. Danach wurde der Grantura durch den Vixen ersetzt, eine verbesserte und auf Ford-Technik abgestimmte Version des Grantura.

## Die einzelnen Baureihen

### Grantura Mark I
Die erste Serie des Grantura (im englischen Sprachraum rückwirkend als Mark I bezeichnet) wurde von 1959 bis 1960 von Layton Sports Cars in Blackpool gebaut. Insgesamt entstanden etwa 100 Fahrzeuge dieser Serie.

#### Technik
Der Grantura Mark I hat einen Gitterrohrrahmen, der aus Stahlrohren mit unterschiedlichen Durchmessern zusammengesetzt ist. Er entspricht weitgehend der bereits im Jomar verwendeten Konstruktion. Von oben betrachtet, hat der Rahmen die Form eines Y dessen Gabel vorn vom Querträger der Vorderachse verschlossen ist. Das vordere Drittel des Rahmens trägt den Motor und die Vorderradaufhängung, das hintere Drittel das Differenzial und die Hinterradaufhängung. An dieser Grundstruktur befinden sich weitere Träger, die die Karosserie halten, und verbindende Rohre. Für das Fahrwerk wurden die Kurbellenker des VW Käfer verwendet. Die britische Presse beschrieb die Aufhängung des Grantura als „Porsche Type“. Die Trommelbremsen kamen vom Austin-Healey 100, das Lenkgetriebe war eine Spindellenkung von Burman and Sons, wie sie auch im Ford Anglia verwendet wurde.

#### Karosserie
Die Karosserie des ersten Grantura besteht wie die aller folgenden Serien aus glasfaserverstärktem Kunststoff. Während die Aufbauten der ersten TVR-Modelle noch von Zulieferern wie RGS bezogen worden waren, fertigten Layton Sports Cars und auch TVR die Grantura-Karosserien im eigenen Werk. Abgesehen davon stammen viele Zulieferteile aus britischer Großserienproduktion. Die Frontscheibe etwa ist die des zeitgenössischen Ford Zodiac.
Stilistisch ist der Aufbau von einer langen Motorhaube und einem sehr kurzen Fahrgastabteil geprägt. Die Motorhaube ist vorn angeschlagen und klappt einteilig vor. Die Türen sind sehr schmal und beschränken den Zugang zum Innenraum. Die knappe Fahrgastzelle und der kurze Radstand von 2,1 m lassen das Fahrzeug gedrungen und „stummelig“ erscheinen. Am hinteren Ende hat der Grantura eine Panoramascheibe aus Kunststoff, die zu einem festen Stilmittel aller TVR-Coupés bis hin zur M-Serie der 1970er-Jahre wurde. Das Heckfenster lässt sich nicht öffnen; es gibt auch keine Kofferraumklappe. Der Ablageraum und das Reserverad hinter den Sitzen sind ausschließlich über den Fahrgastraum zu erreichen. Ein stilistisches Merkmal, das nur der Grantura Mark I hat, sind rund abfallende hintere Kotflügel. Sie entsprechen denen des vor dem Grantura produzierten TVR-Coupé, dessen Kotflügel noch auf die Karossieform des Microplas Mistral zurückgehen.

#### Motoren
Der Grantura Mark I konnte mit unterschiedlichen Motoren britischer Herkunft ausgestattet werden:
- Am häufigsten wurde der 1,2 Liter große FWE-Vierzylindermotor von Coventry Climax eingebaut, der 80 bhp (60 kW) leistete.[11] Daneben war auch der FWA-Motor mit 1,1 Litern Hubraum erhältlich.
- Einige Mark I erhielten einen 1,6 Liter großen Vierzylindermotor aus der B-Serie von BMC mit 78 bhp (58 kW). Diese Motoren gab es auch im MGA.
- Von Ford of Britain konnten veraltete Vierzylindermotoren des Ford Anglia 100E 100E mit 1,2 Litern Hubraum, stehenden Ventilen und einer Leistung von 35 bhp (27 kW; 36 PS)[14] oder der neue, gleich große Kentmotor des Anglia 105E mit hängenden Ventilen verwendet werden.

### Grantura Mark II und Grantura IIa
Im Juli 1960 erschien die erste überarbeitete Version des Grantura, die als Mark II bezeichnet wurde. Die Autos entstanden weiterhin bei Layton Sports Cars, die ab 1961 als TVR Cars firmierte. Die Fertigung des Mark II und seiner Variante Mark IIa endete 1962 mit der Insolvenz von TVR Cars. Bis dahin entstanden insgesamt etwa 400 Mark II und IIa. Die zweite Serie war damit die mit Abstand erfolgreichste der gesamten Baureihe.

#### Mark II
Äußerlich unterscheidet sich der Mark II vor allem durch die geänderte Heckpartie. Anstelle der rund abfallenden Verkleidung des ersten Grantura hat der Mark II kleine Heckflügel, in die kleine runde Leuchten eingelassen sind. Die stilistische Überarbeitung der Motorhaube betrifft vor allem den vorderen Lufteinlass, der geringfügig schmaler und niedriger ist. Abgesehen davon blieb das Design des Grantura unverändert. Auch technisch gab es kaum Änderungen. Serienmäßig stattete TVR den Grantura Mark II mit dem 1,6 Liter großen B-Series-Vierzylinder des MGA aus; das betraf etwa 70 Prozent der gesamten Serie. Allerdings konnten auch weiterhin Motoren von Ford oder Coventry Climax eingebaut werden.
Ein Grantura Mark II mit dem 1,6-l-Motor des MGA wurde vom britischen Magazin The Motor 1961 getestet. Er erreichte eine Höchstgeschwindigkeit von 158 km/h und eine Beschleunigung von 0–100 km/h in 12,0 s. Ein Benzinverbrauch von 8,61 l/100 km wurde festgestellt.
1960 kostete ein komplettes Fahrzeug 1188 £ und im folgenden Jahr 1298 £ einschließlich Steuern. Für einen Bausatz hingegen wurde 1960 ein Preis von 888 £ verlangt.

#### Mark IIa
1961 erschien eine in der Literatur als Mark IIa bezeichnete Version, die sich von dem bisherigen Mark II vor allem durch den serienmäßigen Einbau vorderer Scheibenbremsen unterschied. Die Bremsen kamen von Girling und entsprachen den Einheiten, die beim Austin-Healey 3000 eingebaut wurden.

### Grantura Mark III
Im April 1962 erschien der Grantura Mark III. Produziert wurden die Autos der dritten Serie zunächst bei TVR Cars Ltd. Nach deren Insolvenz im Oktober 1962 übernahm das selbständige Unternehmen Grantura Engineering, das schon als Zulieferer für TVR Cars tätig gewesen war, die Produktion. Im November 1964 wurde der Mark III durch den 1800S ersetzt. Bis dahin entstanden je nach Quelle zwischen 60 und 90 Mark III. Das Chassis und die Karosserie des Mark III war die Grundlage für den (TVR) Griffith 200.

#### Technik
Die dritte Serie der Autos hat ein neues Fahrgestell, das John Thurner entworfen hatte. Es folgt in der Auslegung grundsätzlich dem bisherigen Grantura-Chassis, ist aber länger und breiter. Durch zahlreiche zusätzliche Querverstrebungen ist es verwindungssteifer als die früheren Konstruktionen. Das Chassis und damit auch der Radstand des Autos wurden um 4 cm gestreckt; dadurch ist der Innenraum geringfügig größer. Thurners Chassis ist 9 kg schwerer als das der beiden früheren Grantura-Versionen. Neu ist auch die Aufhängung. Die Vorderradaufhängung mit Doppelquerlenkern wurde nahezu unverändert vom Triumph Herald übernommen, die Hinterradaufhängung hingegen ist eine TVR-Eigenkonstruktion, ebenfalls mit Doppelquerlenkern und Schraubenfedern. Im Vergleich zu früheren Grantura-Versionen ist der Mark III komfortabler und präziser zu fahren.

#### Karosserie
Die Karosserie des Mark III entspricht abgesehen von der geringfügigen Streckung der Fahrgastzelle, die mit dem verlängerten Radstand korrespondiert, der des Mark II. Die Türen sind unverändert.

#### Motoren
Anfänglich war der Mark III wieder mit den aus dem Vorgänger bekannten Motoren von BMC (MG), Coventry Climax oder Ford erhältlich. Als nach wenigen Monaten der Vorrat an Ford- und Coventry-Climax-Motoren aufgebraucht war, beschränkte das Werk das Angebot auf BMC-Vierzylinder. Zunächst wurde weiter der 1,6 Liter große Vierzylinder aus dem MGA eingebaut. Zum Jahreswechsel 1962/63 übernahm TVR dann die kurz vorher im MGB eingeführte, auf 1,8 Liter vergrößerte Variante dieses Motors der B-Serie. Ihre Leistung betrug etwa 94 bhp (70 kw, 95 PS). Der 1,8-Liter-Motor wurde in den folgenden Jahren zum Standard im Grantura.

### 1800 S
Im November 1964 wurde mit dem 1800 S eine weiterentwickelte Version des Grantura vorgestellt. Die Nomenklatur ist bei diesem Modell uneinheitlich. Teilweise wird es als Grantura 1800 S bezeichnet, teilweise als Mark III 1800 S unter Verzicht auf den Zusatz Grantura, teilweise auch nur als TVR 1800 S. Auch die Angaben in den Werbebroschüren sind hierzu uneinheitlich. Das Modell wurde wie der direkte Vorgänger von Grantura Engineering hergestellt. Bis zur insolvenzbedingten Produktionseinstellung im Herbst 1965 entstanden den meisten Quellen zufolge etwa 130 Fahrzeuge, nach anderen Quellen nur 90. Karosserie und Chassis des 1800 S waren die Basis für den TVR Griffith 400.
Der TVR 1800 S entspricht technisch seinem Vorgänger Mark III. Weiterhin baute das Werk serienmäßig den 1,8 Liter großen Vierzylinder der BMC-B-Serie ein. Der wesentliche Unterschied zum Vorgänger betrifft die Gestaltung der Heckpartie. Anstelle des bisherigen rundlichen Hecks mit den angedeuteten Flügeln hat das Auto ein Kammheck. Am oberen Ende des Abschlusses ist eine kleine Abrisskante eingearbeitet. Das kurze und abgeschnitten wirkende Heck dieses Modells wird nach der schwanzlosen Katzenrasse Manx im britischen Sprachraum Manx Tail genannt. Neu waren auch die runden einteiligen Rückleuchten vom Ford Cortina, die in Großbritannien scherzhaft als Ban The Bomb Lights bezeichnet werden, weil sie an das Logo der britischen Friedensinitiative „Campaign for Nuclear Disarmament“ erinnern. Weitere Änderungen betreffen die hintere Panoramascheibe, die nun größer ist, und die seitlichen Ausbuchtungen über dem hinteren Radausschnitt.

### Grantura Mark IV
Die letzte Variante ist der Grantura Mark IV, der alternativ auch als 1800 Mark IV (mit und ohne den Namenszusatz Grantura) bezeichnet wird. Er ist das erste Modell der Martin-Lilley-Ära, die Ende 1965 mit der Übernahme der Produktionsrechte durch Martin Lilley und deren Übertragung auf das neu gegründete Unternehmen TVR Engineering begann. Der Mark IV diente als Übergangsmodell, das bis zur Einführung des neuen TVR Vixen im Programm gehalten wurde. Zum Produktionsumfang des Mark IV gibt es unterschiedliche Angaben. Sie reichen in der Literatur von 38 bis zu 76 Exemplaren, der britische Markenclub geht von 78 Fahrzeugen aus.
Der Mark IV entspricht technisch und äußerlich nahezu vollständig dem bisherigen 1800 S. Er wird nach wie vor von dem 1,8 Liter großen Reihenvierzylinder BMC-B-Serie angetrieben und hat wie der Vorgänger das Manx-Heck mit den runden Rückleuchten des Ford Cortina. Das neue Management unter der Leitung von Martin Lilley versuchte, durch Qualitätssteigerung die Reklamationen und Garantiefälle zu reduzieren und so die Profitabilität zu erhöhen. Der Mark IV erfuhr deshalb einige Detailmodifikationen, wegen derer er als verbesserter 1800 S gilt. Außerdem erhielt er einen größeren Benzintank.
Die Preise betrugen 1.000 £ für einen Bausatz und 1.300 £ für ein im Werk zusammengebautes Auto.
Auf der Grundlage des Mark-IV-Chassis entstanden noch einige Griffith 400.

## Achtzylinderversionen (TVR) Griffith 200 und 400

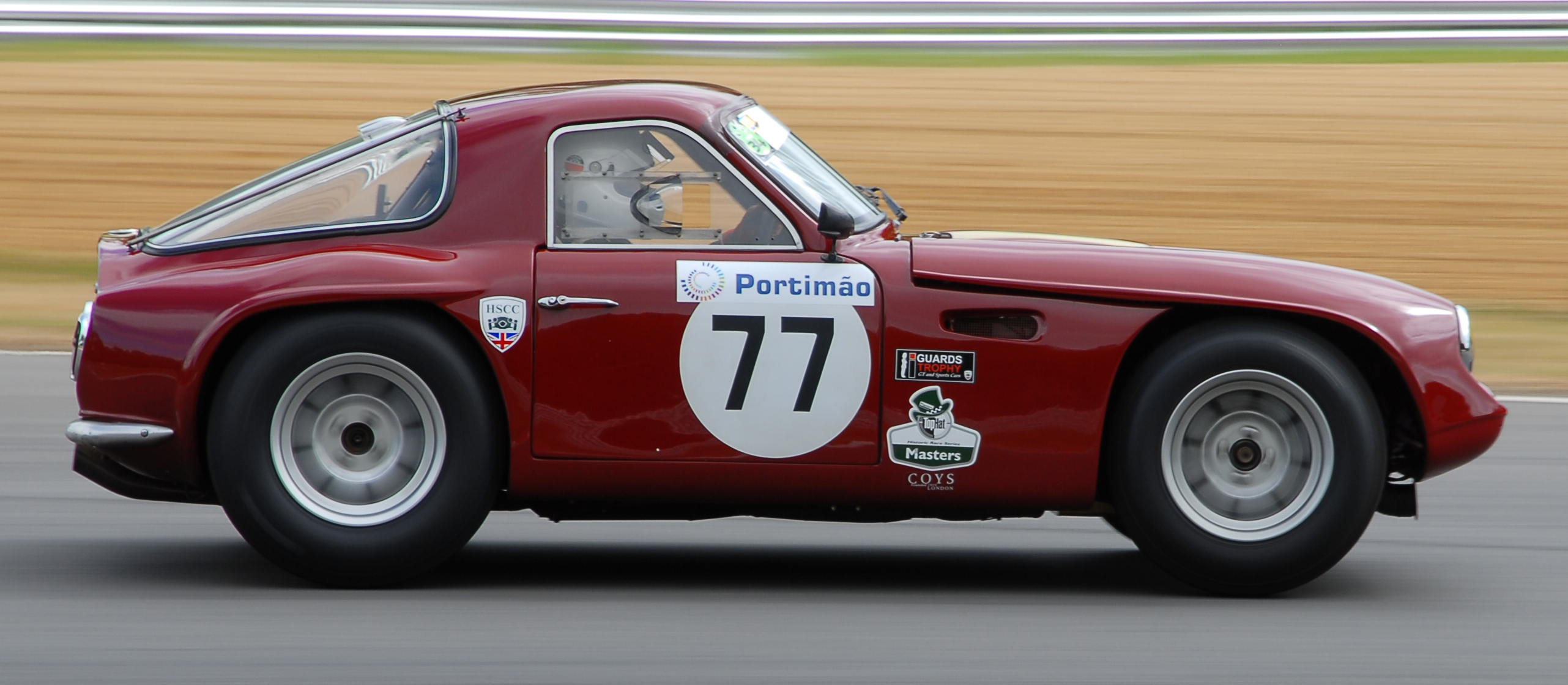
Griffith 400

Der TVR Griffith 200 (1963 bis 1964) und sein Nachfolger Griffith 400 (1964 bis 1967) waren Parallelmodelle des Grantura, die vor allem für den US-amerikanischen Markt bestimmt waren. Sie nutzten das Chassis und die Karosserie des Grantura Mark III (Griffith 200) bzw. des 1800S/Mark IV (Griffith 400), hatten aber einen 4,7 Liter großen Achtzylinder-V-Motor von Ford USA. Sie entstanden im Auftrag der Griffith Motors aus Hicksville (New York) und traten gegen die ähnlich konzipierten Sportwagen AC Cobra und Sunbeam Tiger an. Die in Großbritannien verkauften Versionen der beiden Achtzylindermodelle wurden hingegen unter der Marke TVR verkauft und hießen einheitlich TVR Griffith 200.

## Der TVR Grantura im Motorsport
1962 nahm TVR Cars mit einem Werksteam und mehreren Granturas an den 12-Stunden-Rennen von Sebring und Le Mans teil. Das Rennen in Sebring beendeten Mark Donohue und Jay Signore auf dem 25. Gesamtrang, in Le Mans fielen Peter Bolton und Ninian Sanderson bereits nach drei Runden aus.